# Літій (медичне застосування)
Певні сполуки літію, також відомі як солі літію, використовуються як психіатричні препарати, в першу чергу для лікування біполярного розладу та великого депресивного розладу. У менших дозах інші солі, такі як цитрат літію, відомі як харчовий літій і іноді використовуються для лікування РДУГ. Препарати літію приймають перорально.
Поширені побічні ефекти: прискорене сечовипускання, тремтіння рук і підвищену спрагу. Серед серйозних побічних ефектів - гіпотиреоз, цукровий діабет та токсичність літію. Для зменшення ризику потенційної токсичності рекомендується моніторинг рівня літію в крові. Якщо рівень літію стає зависоким, може виникнути діарея, блювота, порушення координації, сонливість і дзвін у вухах. Літій є тератогенним у високих дозах, особливо під час першого триместру вагітності. Використання літію під час грудного вигодовування є суперечливим, проте багато міжнародних органів охорони здоров'я не рекомендують його застосовувати, а довгострокові наслідки перинатального впливу літію не вивчалися. Згідно з американською академією педіатрії літій є протипоказаним препаратом під час вагітності та лактації. Управління з санітарного нагляду за якістю харчових продуктів і медикаментів США класифікує літій як такий, що має позитивні докази ризику для вагітності та можливого небезпечного ризику для лактації.
Солі літію класифікуються як стабілізатори настрою. Механізм дії літію невідомий.
У XIX столітті літій використовувався для лікування подагри, епілепсії та раку. Його застосування в лікуванні психічних розладів почалося з Карла Ланге в Данії та Вільяма Олександра Хаммонда в Нью-Йорку, які використовували літій для лікування манії з 1870-х років і далі, спираючись на нині дискредитовану теорію про його вплив на сечову кислоту. Використання літію для лікування психічних розладів було відновлено (на іншій теоретичній основі) у 1948 році Джоном Кейдом в Австралії. Літій входить до списку основних лікарських засобів Всесвітньої організації охорони здоров'я і доступний як генеричний препарат. У 2020 році це був 197-й, найчастіше призначуваним лікарським засобом у США, з більш ніж 2 мільйонів рецептів. Виявляється, він недостатньо використовується у літніх людей, хоча причина цього незрозуміла.

## Медичне використання

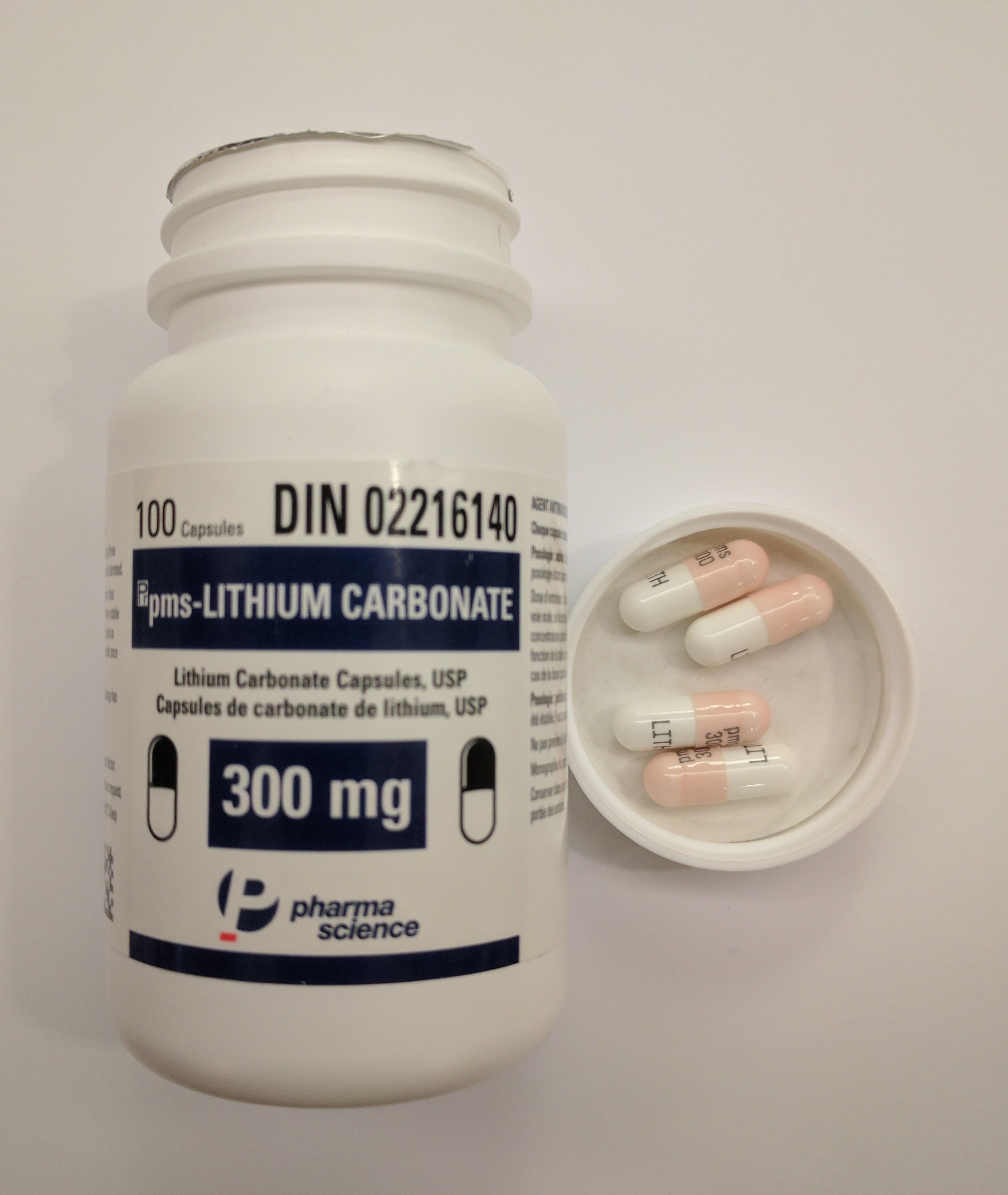
Пляшка ліків літію, що містить 300 мг капсул карбонату літію

У 1970 році літій був схвалений Управлінням з контролю за харчовими продуктами та ліками США (FDA) для лікування біполярного розладу, що залишається його основним застосуванням у США. Іноді його застосовують, коли інші методи лікування неефективні при ряді інших станів, включаючи велику депресію, шизофренію, розлади контролю імпульсів та деякі психіатричні розлади у дітей. Оскільки FDA не схвалило літій для лікування інших розладів, таке використання є дозволеним.

### Біполярний розлад
Літій в основному використовується як підтримувальний препарат при лікуванні біполярного розладу для стабілізації настрою та запобігання маніакальним епізодам, але він також може бути корисним при гострому лікуванні маніакальних епізодів. Хоча літій рекомендовано для лікування депресії при біполярному розладі, докази того, що літій є дієвішим за плацебо при гострій депресії, є незадовільними; атипові антипсихотичні препарати вважаються більш ефективними для лікування гострих депресивних епізодів. Раніше вважалося, що лікування карбонатом літію не підходить для дітей, проте останні дослідження показали його ефективність для лікування біполярного розладу на ранніх стадіях у дітей віком до 8 років. Необхідна доза трохи нижча за допустимий рівень токсичності (що становить низький терапевтичний індекс), що вимагає ретельного моніторингу рівня карбонату літію в крові під час лікування. У межах терапевтичного діапазону існує залежність «доза-відповідь». Обмежена кількість доказів свідчить про те, що карбонат літію може сприяти лікуванню розладів, пов'язаних із вживанням психоактивних речовин, у деяких людей із біполярним розладом. Хоча вважається, що літій запобігає самогубствам у людей з біполярним розладом, систематичний огляд 2022 року показав, що «докази рандомізованих досліджень є непереконливими та не підтверджують ідею про те, що літій запобігає самогубству або суїцидальній поведінці».

### Шизофренічні розлади
Літій рекомендується для лікування шизофренічних розладів лише після того, як інші антипсихотичні засоби виявилися неефективними; він має обмежену ефективність при використанні окремо. Результати різних клінічних досліджень ефективності поєднання літію з антипсихотичною терапією для лікування шизофренічних розладів були різними.

### Великий депресивний розлад
Літій широко призначають для лікування депресії.

#### Аугментація
Якщо терапія антидепресантами не усуває повністю симптоми великого депресивного розладу (ВДР), то до терапії іноді додають другий засіб. Літій є одним із небагатьох препаратів, що підсилюють антидепресанти, які продемонстрували ефективність у лікуванні ВДР у численних рандомізованих контрольованих дослідженнях, і його призначали (без назначення) для цієї мети з 1980-х років.

#### Монотерапія
Існує кілька старих досліджень, які вказують на ефективність літію при гострій депресії, причому літій має таку ж ефективність, як і трициклічні антидепресанти. Нещодавнє дослідження дійшло висновку, що літій найкраще допомагає при хронічній та рецидивуючій депресії порівняно з сучасними антидепресантами (наприклад, циталопрамом), але не для пацієнтів без депресії в анамнезі.

### Профілактика суїцидів
Широко поширена думка, що літій запобігає самогубствам, і його часто використовують у клінічній практиці з цією метою. Однак мета-аналізи, зважаючи на обмеженість доказової бази, дали різні результати, і тому залишається незрозумілим, чи є літій ефективним засобом для запобігання самогубствам.

### Хвороба Альцгеймера
Хвороба Альцгеймера вражає 45 мільйонів людей і є п'ятою основною причиною смерті серед населення віком старше 65 років. Наразі не існує повного лікування від цієї хвороби. Однак літій оцінюється на предмет його ефективності як потенційного терапевтичного засобу. Однією з основних причин хвороби Альцгеймера є гіперфосфорилювання білка тау ферментом GSK-3, що призводить до надмірного вироблення амілоїдних пептидів, які викликають загибель клітин. Для боротьби з цією токсичною агрегацією амілоїду літій регулює вироблення нейропротекторів і нейротрофічних факторів, а також інгібує фермент GSK-3. Літій також стимулює нейрогенез у гіпокампі, роблячи його товщим. Ще однією причиною хвороби Альцгеймера є порушення регуляції іонів кальцію в мозку. Забагато або замало кальцію в мозку може призвести до загибелі клітин. Літій здатний відновлювати внутрішньоклітинний кальцієвий гомеостаз, пригнічуючи неправильний приплив кальцію вгору за течією. Він також сприяє перенаправленню притоку іонів кальцію в просвіт ендоплазматичного ретикулуму клітин для зменшення окислювального стресу в мітохондріях.
У 2009 році Хампел та його колеги провели дослідження, в якому просили пацієнтів з хворобою Альцгеймера приймати низьку дозу літію щодня протягом трьох місяців; це призвело до значного уповільнення зниження когнітивних функцій, що найбільше допомогло пацієнтам, які перебували на продромальній стадії. Під час вторинного аналізу було досліджено мозок пацієнтів з хворобою Альцгеймера і виявлено, що у них збільшився вміст маркерів BDNF, що означає, що у них дійсно спостерігалося покращення когнітивних функцій. Ще одне дослідження, цього разу популяційне, проведене Кессінгом та ін., показало негативну кореляцію між смертністю від хвороби Альцгеймера та наявністю літію в питній воді. У регіонах з підвищеним вмістом літію в питній воді спостерігався нижчий рівень деменції серед населення в цілому.

### Моніторинг
Ті, хто вживають літій, повинні регулярно здавати аналізи на рівень літію в сироватці крові, а також стежити за функцією щитовидної залози і нирок на предмет відхилень, оскільки він втручається в регуляцію рівня натрію і води в організмі і може спричинити зневоднення. Зневоднення, яке посилюється спекою, може призвести до підвищення рівня літію. Зневоднення відбувається через пригнічення літієм дії антидіуретичного гормону, який зазвичай дозволяє ниркам реабсорбувати воду з сечі. Це спричиняє нездатність концентрувати сечу, що призводить до подальшої втрати води в організмі та спраги.
Концентрації літію в цільній крові, плазмі, сироватці або сечі можна вимірювати за допомогою інструментальних методів як орієнтир для терапії, для підтвердження діагнозу у потенційних жертв отруєння або для допомоги в судово-медичному розслідуванні у випадку смертельного передозування. Концентрація літію в сироватці крові зазвичай знаходиться в межах 0,5–1,3 ммоль/л (0,5–1,3 мекв/л) у добре контрольованих людей, але може підвищуватися до 1,8–2,5 ммоль/л у тих, хто накопичує препарат з часом, і до 3–10 ммоль/л при гострому передозуванні.
Солі літію мають вузьке терапевтичне/токсичне співвідношення, тому їх не слід призначати, якщо немає засобів для моніторингу концентрації в плазмі. Дози коригують для досягнення концентрацій у плазмі крові від 0,4 до 1,2 ммоль Li+/л у зразках, відібраних через 12 годин після прийому попередньої дози.
Враховуючи частоту порушень функції щитовидної залози, параметри щитовидної залози слід перевірити перед початком прийому літію і контролювати через 3-6 місяців, а потім кожні 6–12 місяців.
З огляду на ризик порушення функції нирок, креатинін сироватки крові та ШКФ слід перевіряти перед початком лікування літієм та регулярно контролювати через 3-6 місяців. Пацієнти, у яких креатинін підвищується три або більше разів, навіть якщо ШКФ > 60 мл/хв/1,73 м², потребують подальшого обстеження, включаючи аналіз сечі на гематурію, протеїнурію, перегляд історії хвороби з увагою на серцево-судинні, урологічні захворювання та медикаментозний анамнез, а також контроль та лікування артеріального тиску. Явна протеїнурія повинна бути додатково оцінена кількісно за допомогою співвідношення білка до креатиніну в сечі.

#### Припинення лікування
Пацієнтам, які досягли тривалої ремісії, рекомендується відміняти літій поступово і під контролем.
Симптоми відміни можуть виникати у пацієнтів, які припиняють прийом препарату, включаючи дратівливість, неспокій та соматичні симптоми, такі як запаморочення, вертиго або легке запаморочення. Симптоми виникають протягом першого тижня і, як правило, є легкими та самообмежувальними протягом кількох тижнів.

### Кластерні головні болі, мігрень і гіпнотичний головний біль
Дослідження профілактичного застосування літію при кластерних головних болях (у порівнянні з верапамілом), нападах мігрені та гіпнічному головному болю вказують на хорошу ефективність.

## Побічні ефекти
Джерела для списків зазначених нижче.
Дуже поширені (> 10 % випадків) побічні ефекти літію включають
- Спантеличеність
- Запор (зазвичай тимчасовий, але в деяких випадках може тривати)
- Зниження пам'яті
- Діарея (зазвичай минуща, але в деяких випадках може тривати)
- Сухість у роті
- Зміни ЕКГ — зазвичай доброякісні зміни зубців Т
- Тремор рук (зазвичай транзиторний, але в деяких випадках може зберігатися) з частотою 27 %. У важких випадках психіатр може знизити дозу літію, змінити тип солі літію або модифікувати препарат літію з тривалої дії на короткодіючий (незважаючи на відсутність доказів для цих процедур) або скористатися фармакологічною допомогою[50]
- Головний біль
- Гіперрефлексія — рефлекси з підвищеною реакцією
- Лейкоцитоз — підвищення кількості лейкоцитів
- М'язова слабкість (зазвичай минуща, але в деяких випадках може зберігатися)
- Міоклонус — посмикування м'язів
- Нудота (зазвичай короткочасна)[41]
- Полідипсія — підвищена спрага
- Поліурія — посилене сечовипускання
- Ниркова (ниркова) токсичність, яка може призвести до хронічної ниркової недостатності
- Блювота (зазвичай минуща, але в деяких випадках може тривати)
- запаморочення
- Збільшення ваги

Поширені (1–10 %) побічні ефекти включають
- Акне
- Екстрапірамідні побічні ефекти — проблеми, пов'язані з рухом, такі як ригідність м'язів, паркінсонізм, дистонія тощо.
- Еутиреоїдний зоб — тобто утворення зоба при нормальній роботі щитовидної залози
- Гіпотиреоз — дефіцит тиреоїдних гормонів.
- Випадання /витончення волосся

Невідомий
- Сексуальна дисфункція[41]
- Гіпоглікемія[51]
- Глюкозурія

Карбонат літію може викликати 1–2 кг збільшення ваги.
Окрім тремору, лікування літієм, як видається, є фактором ризику розвитку симптомів, подібних до паркінсонізму, хоча причинний механізм залишається невідомим.
Більшість побічних ефектів літію залежать від дози. Найнижча ефективна доза використовується для обмеження ризику побічних ефектів.
У систематичному огляді літератури автори знайшли 250 повідомлень, що містять 1100 осіб, у яких розвинулися пов'язані з прийомом літію рухові розлади. Серед аномальних рухів зустрічалися паркінсонізм, дискінезія, міоклонус, дистонія, синдром Крейтцфельдта-Якоба, акатизія, симптоми синдрому неспокійних ніг, тики, мозочкові синдроми і заїкання.

### Гіпотиреоз
Рівень гіпотиреозу приблизно в шість разів вищий у людей, які приймають літій. Низький рівень гормонів щитовидної залози, в свою чергу, збільшує ймовірність розвитку депресії. Тому люди, які приймають літій, повинні регулярно проходити обстеження на гіпотиреоз і, за необхідності, лікуватися синтетичним тироксином.
Оскільки літій конкурує з антидіуретичним гормоном у нирках, він збільшує виведення води з сечею, що називається нефрогенним нецукровим діабетом. Кліренс літію нирками зазвичай успішно виводиться за допомогою певних сечогінних препаратів, включаючи амілорид і триамтерен. Літій підвищує апетит і спрагу («полідипсія») та знижує активність гормонів щитовидної залози (гіпотиреоз). Останнє можна виправити лікуванням тироксином і не потрібно коригувати дозу літію. Вважається, що літій також постійно впливає на функцію нирок [яким чином?], хоча це не є поширеним явищем.

### Вагітністьігрудне вигодовування
Літій є тератогеном, що спричиняє вроджені вади у невеликої кількості новонароджених. Звіти про випадки та кілька ретроспективних досліджень продемонстрували можливе збільшення частоти вродженої вади серця, відомої як аномалія Ебштейна, якщо літій приймається під час вагітності жінки. Як наслідок, вагітним жінкам, які приймають літій, регулярно проводять ехокардіографію плода, щоб виключити можливість серцевих аномалій. Ламотриджин видається можливою альтернативою літію у вагітних жінок для лікування гострої біполярної депресії або для лікування біполярних пацієнтів з нормальним настроєм. Габапентин і клоназепам також показані як антипанічні препарати в період дітонародження і під час вагітності. Вальпроєва кислота і карбамазепін також мають тенденцію до тератогенності.
Хоча він здається безпечним для використання під час грудного вигодовування, ряд керівництв вказують його як протипоказання, в тому числі Британський національний формуляр.

### Ураження нирок
Літій асоціюється з кількома формами ураження нирок. За оцінками, порушення концентрації сечі спостерігається щонайменше у половини осіб, які отримують хронічну терапію літієм, — це стан, який називається літій-індукований нефрогенний діабет інсуліну. Тривале застосування літію може призвести до більш серйозного ураження нирок у разі ускладненої форми нецукрового діабету. Хронічне захворювання нирок, викликане літієм, не було доведено з різними суперечливими результатами, представленими в огляді 2018 року. У рідкісних випадках деякі форми ураження нирок, спричинені літієм, можуть прогресувати і призводити до термінальної стадії ниркової недостатності з частотою від 0,2 % до 0,7 %.

### Гіперпаратиреоз
Літій-асоційований гіперпаратиреоз є основною причиною гіперкальціємії у пацієнтів, які отримують лікування літієм. Літій може призвести до загострення вже існуючого первинного гіперпаратиреозу або спричинити підвищення рівня кальцію для пригнічення паратгормону, що призводить до гіперплазії паращитовидної залози.

## Взаємодії
Відомо, що концентрація літію в плазмі крові підвищується при одночасному застосуванні діуретиків — особливо петльових діуретиків (наприклад, фуросеміду) і тіазидів — та нестероїдних протизапальних засобів (НПЗЗ), таких як ібупрофен. Концентрація літію також може бути підвищена при одночасному застосуванні інгібіторів АПФ, таких як каптоприл, еналаприл та лізиноприл.
Літій в основному виводиться з організму шляхом клубочкової фільтрації, але частина його реабсорбується разом з натрієм через проксимальні канальці. Тому його рівень чутливий до водно-електролітного балансу. Діуретики діють, знижуючи рівень води і натрію; це спричиняє більшу реабсорбцію літію в проксимальних канальцях, завдяки чому виведення літію з організму зменшується, що призводить до підвищення рівня літію в крові. У ретроспективному дослідженні «випадок-контроль» також було показано, що інгібітори АПФ підвищують концентрацію літію. Це, ймовірно, пов'язано зі звуженням аферентної артеріоли клубочка, що призводить до зниження швидкості клубочкової фільтрації та кліренсу. Інший можливий механізм полягає в тому, що інгібітори АПФ можуть призвести до зменшення натрію та води. Це призведе до збільшення реабсорбції літію та його концентрації в організмі.
Існують також препарати, які можуть збільшити кліренс літію з організму, що може призвести до зниження рівня літію в крові. До таких препаратів належать теофілін, кофеїн та ацетазоламід. Крім того, збільшення споживання натрію з їжею також може знизити рівень літію, спонукаючи нирки виводити більше літію.
Відомо, що літій є потенційним прекурсором серотонінового синдрому у людей, які одночасно приймають серотонінергічні препарати, такі як антидепресанти, буспірон та деякі опіоїди, такі як петидин (меперидин), трамадол, оксикодон, фентаніл та інші. Супутнє лікування літієм також є фактором ризику нейролептичного злоякісного синдрому у людей, які приймають антипсихотики та інші антидопамінергічні препарати.
Високі дози галоперидолу, флуфеназину або флупентиксолу можуть бути небезпечними при застосуванні з літієм; повідомлялося про незворотну токсичну енцефалопатію. Дійсно, ці та інші антипсихотики пов'язані з підвищеним ризиком нейротоксичності літію, навіть при застосуванні низьких терапевтичних доз літію.
Класичні психоделіки, такі як псилоцибін і ЛСД, можуть викликати судоми, якщо їх приймати під час прийому літію, хоча необхідні подальші дослідження.

## Передозування
Токсичність літію, яку також називають передозуванням літію та отруєнням літієм, — це стан, коли в крові надто багато літію. Цей стан також трапляється в осіб, які приймають літій, коли на рівень літію впливає взаємодія ліків в організмі.
При гострому отруєнні у людей спостерігаються насамперед шлунково-кишкові симптоми, такі як блювота і діарея, що може призвести до виснаження організму. Під час гострого отруєння літій пізніше потрапляє до центральної нервової системи, що призводить до легких неврологічних симптомів, таких як запаморочення.
При хронічному отруєнні люди мають переважно неврологічні симптоми, які включають ністагм, тремор, гіперрефлексію, атаксію та зміну психічного стану. Під час хронічного отруєння шлунково-кишкові симптоми, які спостерігаються при гострому отруєнні, є менш вираженими. Симптоми часто нечіткі та неспецифічні.
Якщо отруєння літієм легке або помірне, дозування літію зменшують або повністю припиняють. Якщо отруєння важке може знадобитися виведення літію з організму.

## Механізм дії
Конкретний біохімічний механізм дії літію на стабілізацію настрою невідомий.
Після прийому всередину літій широко розподіляється в центральній нервовій системі і взаємодіє з низкою нейромедіаторів і рецепторів, зменшуючи вивільнення норадреналіну і збільшуючи синтез серотоніну.
На відміну від багатьох інших психоактивних препаратів, Li+ зазвичай не викликає очевидних психотропних ефектів (таких як ейфорія) у нормальних людей у терапевтичних концентраціях. Літій також може збільшувати вивільнення серотоніну нейронами мозку. Дослідження in vitro, проведені на серотонінергічних нейронах з ядер рафе щурів, показали, що при обробці цих нейронів літієм вивільнення серотоніну посилюється під час деполяризації порівняно з відсутністю лікування літієм і такою ж деполяризацією.
Літій як прямо, так і опосередковано інгібує GSK3β (глікогенсинтетазу кіназу 3β), що призводить до активації mTOR. Це призводить до посилення нейропротекторних механізмів шляхом полегшення сигнального шляху Akt. GSK-3β є наступною мішенню моноамінових систем. Таким чином, він безпосередньо задіяний у пізнанні та регуляції настрою. Під час манії GSK-3β активується через надмірну активність дофаміну. GSK-3β інгібує фактори транскрипції β-катенін та білок, що зв'язує циклічний АМФ (cAMP), шляхом фосфорилювання. Це призводить до зниження транскрипції важливих генів, що кодують нейротрофіни. Крім того, деякі автори припустили, що pAp-фосфатаза може бути однією з терапевтичних мішеней літію. На користь цієї гіпотези свідчив низький Ki літію, сумісний з людською pAp-фосфатазою, в межах терапевтичних концентрацій літію в плазмі крові людини (0,8-1 мМ). Ki людської pAp-фосфатази в десять разів нижчий, ніж у GSK3β (глікогенсинтетаза кіназа 3β). Інгібування pAp-фосфатази літієм призводить до підвищення рівня pAp (3′-5′ фосфоаденозинфосфату), який, як було показано, інгібує PARP-1.
Інший механізм, запропонований у 2007 році, полягає в тому, що літій може взаємодіяти з сигнальним шляхом оксиду азоту (NO) в центральній нервовій системі, який відіграє вирішальну роль у нейронній пластичності. Система NO може бути залучена до антидепресивного ефекту літію в тесті примусового плавання Порсолта на мишах. Також повідомлялося, що блокада NMDA-рецепторів посилює антидепресантні ефекти літію в тесті примусового плавання у мишей, що вказує на можливе залучення NMDA-рецепторів/NO-сигналізації до дії літію в цій тваринній моделі вивченої безпорадності.
Літій має нейропротекторні властивості, запобігаючи апоптозу та збільшуючи тривалість життя клітин.
Хоча пошук нового літій-специфічного рецептора триває, висока концентрація сполук літію, необхідна для отримання значного фармакологічного ефекту, змушує дослідників вважати, що існування такого рецептора малоймовірне.

### Окислювальний метаболізм
Дані свідчать про те, що мітохондріальна дисфункція присутня у пацієнтів з біполярним розладом. Окислювальний стрес і зниження рівня антиоксидантів (таких як глутатіон) призводять до загибелі клітин. Літій може захищати від оксидативного стресу, підвищуючи регуляцію комплексу I і II мітохондріального електронного транспортного ланцюга.

### Зчеплення дофаміну та G-білка
Під час манії відбувається збільшення нейротрансмісії дофаміну, що спричиняє вторинне зниження гомеостатичної регуляції, в результаті чого зменшується нейротрансмісія дофаміну, що може викликати депресію. Крім того, постсинаптична дія дофаміну опосередковується через рецептори, пов'язані з G-білками. Після того, як дофамін з'єднується з G-білковими рецепторами, він стимулює інші вторинні месенджерні системи, які модулюють нейротрансмісію. Дослідження показали, що в розтинах (які не обов'язково відображають живих людей) люди з біполярним розладом мали підвищене з'єднання з G-протеїном порівняно з людьми без біполярного розладу. Лікування літієм змінює функцію певних субодиниць дофамін-асоційованого G-білка, що може бути частиною його механізму дії.

### Глутаматні та NMDA рецептори
Під час манії спостерігається підвищення рівня глутамату. Вважається, що літій забезпечує довготривалу стабілізацію настрою і має антиманіакальні властивості, модулюючи рівень глутамату. Припускають, що літій конкурує з магнієм за зв'язування з глутаматним рецептором NMDA, збільшуючи доступність глутамату в постсинаптичних нейронах, що призводить до гомеостатичного збільшення зворотного поглинання глутамату, яке зменшує глутаматергічну передачу. На NMDA-рецептор також впливають інші нейромедіатори, такі як серотонін і дофамін. Спостережувані ефекти характерні виключно для літію і не спостерігаються для інших одновалентних іонів, таких як рубідій та цезій.

### ГАМК-рецептори
ГАМК — це гальмівний нейромедіатор, який відіграє важливу роль у регулюванні нейротрансмісії дофаміну та глутамату. Було виявлено, що пацієнти з біполярним розладом мають нижчий рівень ГАМК, що призводить до екситотоксичності та може спричинити апоптоз (загибель клітин). Показано, що літій підвищує рівень ГАМК у плазмі крові та спинномозковій рідині. Літій протидіє цим руйнівним процесам, зменшуючи кількість проапоптотичних білків і стимулюючи вивільнення нейропротекторних білків. Регулювання літієм як збудливих дофамінергічних, так і глутаматергічних систем через ГАМК може відігравати певну роль у його стабілізуючому впливі на настрій.

### Вторинні месенджери циклічного AMP
Вважається, що терапевтичні ефекти літію частково зумовлені його взаємодією з кількома механізмами передачі сигналів. Показано, що система вторинних месенджерів циклічного АМФ модулюється літієм. Виявлено, що літій підвищує базальний рівень циклічного АМФ, але погіршує рецепторну стимуляцію продукції циклічного АМФ. Припускають, що подвійні ефекти літію зумовлені інгібуванням G-білків, які опосередковують вироблення циклічного АМФ. Протягом тривалого періоду лікування літієм рівні циклічного АМФ і аденілатциклази додатково змінюються під впливом генних факторів транскрипції.

### Гіпотеза інозитолового збіднення
Встановлено, що лікування літієм пригнічує фермент інозитолмонофосфатазу, який бере участь у розщепленні інозитолмонофосфату до інозитолу, необхідного для синтезу PIP2. Це призводить до зниження рівня інозитолтрифосфату, що утворюється при розпаді PIP2. Припускають, що цей ефект може бути додатково посилений інгібітором зворотного захоплення інозитолтрифосфату. Порушення обміну інозитолу пов'язані з погіршенням пам'яті та депресією. Достовірно відомо, що літій впливає на сигнали від рецепторів, пов'язаних з фосфоінозитидною передачею сигналу. міоінозитол також регулюється високоафінною натрієвою транспортною системою mI (SMIT). Припускають, що літій інгібує надходження mI в клітини і послаблює функцію SMIT. Зниження рівня міоінозитолу в клітинах призводить до пригнічення фосфоінозитидного циклу.

### Нейротрофічні фактори
Показано, що різні нейротрофічні фактори, такі як BDNF і нейротрофічний фактор, що походить від мезенцефальних астроцитів, модулюються різними стабілізаторами настрою.

## Історія
Вперше літій почали використовувати в 19 столітті для лікування подагри після того, як вчені виявили, що, принаймні в лабораторних умовах, літій може розчиняти кристали сечової кислоти, виділені з нирок. Однак рівень літію, необхідний для розчинення уратів в організмі, був токсичним. Через поширені теорії, що пов'язували надлишок сечової кислоти з низкою розладів, включаючи депресивні та маніакальні розлади, Карл Ланге в Данії та Вільям Александер Гаммонд у Нью-Йорку використовували літій для лікування манії з 1870-х років і далі.
На початку 20-го століття, з розвитком теорії про афективні розлади і зникненням так званої «подагри головного мозку» як медичного поняття, використання літію в психіатрії значною мірою припинилося, проте низка препаратів літію все ще вироблялася для боротьби з нирковими каменями і сечокислим діатезом. Оскільки накопичені знання вказували на роль надлишкового споживання натрію у виникненні гіпертонії та серцевих захворювань, солі літію стали призначати пацієнтам для заміни харчової кухонної солі (хлориду натрію). Ця практика і продаж літію були заборонені в США в лютому 1949 року після публікації звітів про побічні ефекти і смертельні випадки.
Також у 1949 році австралійський психіатр Джон Кейд та австралійська біохімік Ширлі Ендрюс знову відкрили корисність солей літію для лікування манії під час роботи в психіатричній лікарні Роял Парк у Вікторії. Вони вводили гризунам екстракти сечі, взяті у маніакальних пацієнтів, намагаючись виділити метаболічну сполуку, яка може викликати психічні симптоми. Оскільки сечова кислота при подагрі, як відомо, є психоактивною (вона стимулює аденозинові рецептори нейронів, а кофеїн їх блокує), для контролю їм потрібен був розчинний урат. Вони використали урат літію, вже відомий як найбільш розчинна сполука уратів, і помітили, що він викликав у гризунів заспокоєння. Кейд і Ендрюс простежили ефект до самого іона літію, і після того, як Кейд сам прийняв літій, щоб переконатися в його безпечності для людей, він запропонував солі літію як транквілізатори. Незабаром йому вдалося контролювати з їх допомогою манію у хронічно госпіталізованих пацієнтів. Це було одне з перших успішних застосувань ліків для лікування психічних захворювань, яке відкрило двері для розробки ліків від інших психічних проблем у наступні десятиліття.
Решта світу не поспішала впроваджувати це лікування, здебільшого через смертельні випадки, які сталися внаслідок навіть відносно незначного передозування, в тому числі від використання хлориду літію як замінника кухонної солі. Значною мірою завдяки дослідженням та іншим зусиллям данців Могенса Шоу і Пола Бааструпа в Європі, а також Семюеля Гершона і Барона Шопсіна в США, цей опір було поступово подолано. За рекомендацією Робочої групи з літію Американської психіатричної асоціації (Вільям Банні, Ірвін Коен (голова), Джонатан Коул, Рональд Р. Файв, Семюель Гершон, Роберт Пріен і Джозеф Тупін), застосування літію при маніакальній хворобі було схвалено Управлінням з контролю за продуктами і ліками США в 1970 році, ставши 50-ю країною, яка зробила це. У 1974 році це застосування було розширено до використання літію як профілактичного засобу маніакально-депресивного розладу.
Фіве, який відкрив першу літієву клініку в Північній Америці в 1966 році, допоміг популяризувати використання літію в психіатрії завдяки своїм виступам на національному телебаченні та книзі-бестселеру «Перепади настрою» (Moodswing). Крім того, Фіве та Девід Л. Даннер розробили концепцію «швидкого циклу» біполярного розладу, заснованого на відсутності реакції на літій.
Літій став частиною західної популярної культури. Герої фільмів «Пі», «Передчуття», «Спогади про зоряний пил», «Американський психопат», «Садовий штат» та «Незаміжня жінка» приймають літій. Він є головним компонентом заспокійливого препарату в антиутопії Айри Левіна «Цей ідеальний день». На супутниковому радіо Sirius XM у Північній Америці є альтернативна рок-станція 1990-х років під назвою Lithium, у кількох піснях якої згадується використання літію як стабілізатора настрою. Серед них: «Equilibrium met Lithium» південноафриканського виконавця Koos Kombuis, «Lithium» гурту Evanescence, «Lithium» гурту Nirvana, «Lithium and a Lover» гурту Sirenia, «Lithium Sunset» з альбому Mercury Falling гурту Sting та «Lithium» гурту Thin White Rope.

### 7 Up
Як і кокаїн у кока-колі, літій широко продавався як один із низки патентованих медичних препаратів, популярних наприкінці 19-го — на початку 20-го століть, і був лікарським інгредієнтом освіжаючого напою. Чарльз Лейпер Грігг, який заснував свою компанію The Howdy Corporation в Сент-Луїсі, винайшов формулу лимонно-лаймового безалкогольного напою в 1920 році. Продукт, який спочатку називався «Літована лимонно-лаймова газована вода з наклейками Bib-Label», був випущений на ринок за два тижні до краху на Уолл-стріт у 1929 році. Він містив стабілізатор настрою — цитрат літію — і був одним з низки патентованих медичних препаратів, популярних наприкінці 19-го та на початку 20-го століть. Незабаром його назву змінили на 7 Up. Усі американські виробники напоїв були змушені вилучити літій у 1948 році. Незважаючи на заборону 1948 року, у 1950 році в газеті Painesville Telegraph все ще містилася реклама літієвого лимонного напою.

## Солі та назви продуктів
Карбонат літію (Li
2CO
3) є найбільш поширеною формою літію, хоча цитрат літію (Li
3C
6H
5O
7) також приписується пацієнтам. Оротат літію (C
5H
3LiN
2O
4) досліджувався як альтернатива, але від нього відмовилися в 1970-х роках. Деякі дослідження на тваринах показали, що він може мати ширший терапевтичний індекс, ніж карбонат літію, завдяки більшому проникненню через гематоенцефалічний бар'єр і довшій тривалості дії в головному мозку. Бромід і хлорид літію в минулому використовували як кухонну сіль, однак вони вийшли з ужитку в 1940-х роках, коли було виявлено, що вони токсичні у великих дозах. Існує багато інших солей і сполук літію, таких як фторид і йодид літію, але вони вважаються такими ж токсичними або навіть більш токсичними, ніж хлорид, і ніколи не оцінювалися з точки зору фармакологічних ефектів.
Станом на 2017 рік літій продавався під багатьма торговими марками у всьому світі, включаючи Cade, Calith, Camcolit, Carbolim, Carbolit, Carbolith, Carbolithium, Carbolitium, Carbonato de Litio, Carboron, Ceglution, Contemnol, D-Gluconsäure, Lithiumsalz, Efadermin (Lithium and Zinc Sulfate), Efalith (Lithium and Zinc Sulfate), Elcab, Eskalit, Eskalith, Frimania, Hypnorex, Kalitium, Karlit, Lalithium, Li-Liquid, Licarb, Licarbium, Lidin, Ligilin, Lilipin, Lilitin, Limas, Limed, Liskonum, Litarex, Lithane, Litheum, Lithicarb, Lithii carbonas, Lithii citras, Lithioderm, Lithiofor, Lithionit, Lithium, Lithium aceticum, Lithium asparagicum, Lithium Carbonate, Lithium Carbonicum, Lithium Citrate, Lithium DL-asparaginat-1-Wasser, Lithium gluconicum, Lithium-D-gluconat, Lithiumcarbonaat, Lithiumcarbonat, Lithiumcitrat, Lithiun, Lithobid, Lithocent, Lithotabs, Lithuril, Litiam, Liticarb, Litijum, Litio, Litiomal, Lito, Litocarb, Litocip, Maniprex, Milithin, Neurolepsin, Plenur, Priadel, Prianil, Prolix, Psicolit, Quilonium, Quilonorm, Quilonum, Téralithe, and Theralite.

## Дослідження
Попередні дані щодо хвороби Альцгеймера показали, що літій може сповільнювати прогресування. Його вивчали на предмет потенційного використання в лікуванні бічного аміотрофічного склерозу (БАС), але дослідження показало, що літій не впливає на результати лікування БАС.